# IAd
iAd — найменування он-лайнової мобільного рекламної системи, розробленої та впроваджуваної корпорацією Apple для iPhone, iPod та iPad.

## Про сервіс
Головною особливістю даного продукту є те, що реклама залишає користувача всередині самого додатка, а не перенаправляє його на якесь окреме вікно браузера. Коли користувач знаходиться в рамках конкретного застосування, і вирішив клацнути на рекламу iAd — для нього відкриється вікно з HTML5, у якому і будуть відбуватися всі дії. Так само, як і в iPhone App store, між власником програми і Apple прибуток від розміщення реклами ділиться в заздалегідь визначеній пропорції — 30% Apple, 70% — власнику додатка (для порівняння в App store співвідношення з продажу додатків — 30% / 70 %). Основні рекламодавці мережі: L'Oréal, Renault, Louis Vuitton, Nespresso, Perrier, Unilever, Citigroup (до 2011), Evian, LG Display, AT&T, Chanel.

## Дати
| Дата         | Опис | Джерело |
| ------------ | --- | ------- |
| січень 2010  | Поглинання компанії Quattro Wireless, що спеціалізується на мобільній рекламі за 274 000 000 доларів. | [ 1 ]   |
| 1 Липня 2010 | Запуск платформи iAd. | [ 2 ]   |
| грудень 2010 | Запуск у Великій Британії, Франції. | [ 3 ]   |
| грудень 2010 | Показано перший рекламний ролик на платформі для планшета iPad —- ним стала реклама фільму «Трон: спадщина». | [ 3 ]   |
| січень 2011  | Запуск у Німеччині. | [ 4 ]   |
| лютий 2011   | Знижено мінімальну суму рекламного контракту до 500000 $. Це зроблено щоб залучити дрібніших рекламодавців. | [ 5 ]   |
| 8 Липня 2011 | Знижена мінімальна сума рекламного контракту до 300000 $. Це зроблено з метою повернути декількох великих клієнтів, які пішли до компаній-конкурентів. Зокрема, Citigroup і американська роздрібна мережа JC Penney Company. |         |
| лютий 2012   | Знижено мінімальну суму рекламного контракту до 100000 $. Це зроблено щоб ефективно боротися з Google. Розробники мобільної реклами для Apple тепер отримують 70% від рекламної виручки.                                     | [ 6 ]   |